# Алум
Алум (нем. Ahlum) — община в Германии, в земле Саксония-Анхальт. С 1 января 2009 года является частью муниципалитета Рорберг.
Входит в состав района Зальцведель. Подчиняется управлению Бетцендорф-Дисдорф.  Население составляет 190 человек (на 31 декабря 2023 года). Занимает площадь 16,38 км².